# Jean-Alexandre Baril
Pour les articles homonymes, voir Baril (homonymie).
Jean-Alexandre Baril est un journaliste français et rédacteur en chef adjoint de la chaîne d'information en continu iTélé.

## Biographie
Alors qu'il est journaliste à RTL en tant que reporter (1997 - 2000), Jean-Alexandre Baril arrive à France 3 Rhône Alpes Auvergne en 1998. En 2000, il rejoint I>Télé, la chaîne d’information en continu du groupe Canal+. Il y présentera les journaux du matin chaque week-end et travaillera aussi ponctuellement sur Canal+.
En novembre 2005, il participe à la création de la chaîne d’information en continu à vocation économique BFM TV. Avec Ruth Elkrief, Florence Duprat et Olivier Mazerolle, Jean-Alexandre Baril est l'un des animateurs de la tranche d'information du soir (18 h-23 h 30) : du lundi au vendredi, à 18 h 30, 21 h et 22 h, il propose un journal de 30 minutes à dominante internationale.
Avec la mise en place de la version 4 de la chaîne, le 19 mai 2008, Jean-Alexandre Baril présente la nouvelle version du BFM Non-Stop en duo avec Diane Gouffrant puis Roselyne Dubois, toujours de 9 h à 12 h.
Fin avril 2010, dans une sorte de jeu des chaises musicales, plusieurs présentateurs échangent leurs horaires de présence à l'antenne de BFM TV. Jusqu'alors co-présentateur d'Info 360, Ronald Guintrange rejoint ainsi le BFM Non-Stop du matin avec Roselyne Dubois (9 h - 12 h), remplaçant Jean-Alexandre Baril qui reprend le BFM Non-Stop de l'après-midi avec Florence Duprat (14 h - 17 h puis 15 h à 18 h à partir d'août 2010).
En septembre 2011, il quitte la semaine, pour présenter le Non-Stop 14-18 week-end avec Céline Couratin.[réf. souhaitée]
En juillet 2014, 10 ans après avoir quitté iTELE, il fait son retour sur la chaîne d'information en continu du groupe Canal+ et devient rédacteur en chef adjoint de la tranche matinale de semaine, et remplaçant sur différentes éditions.

En mars 2017 Jean-Alexandre Baril intègre le groupe France-Télévisions en tant que Rédacteur-en-Chef Adjoint.
En Janvier 2023 il est depuis 2 ans Rédacteur-en-chef-adjoint de France 3 Paris-Île-de-France et également Rédacteur-en-chef-adjoint de l'émission "Dimanche en politique" qu'il présente en alternance avec Florent Carrière. 